# Dick Schenkeveld
Dirk Marie (Dick) Schenkeveld (Alkmaar, 6 januari 1934 – Heemstede, 15 maart 2021) was van 1971 tot 1995 hoogleraar Griekse taal- en letterkunde aan de Vrije Universiteit Amsterdam.

## Levensloop
Schenkeveld werd in 1934 in Alkmaar geboren als zoon van de advocaat en procureur mr. Arie Schenkeveld (1896-1976) en Willemina Cornelia Verburg (1897-1963). Hij bezocht daar het Murmellius Gymnasium. Hij studeerde klassieke talen aan de Vrije Universiteit in Amsterdam en was enkele jaren leraar Latijn en Grieks aan het Eerste Christelijk Lyceum in Haarlem. In 1962 werd hij benoemd tot wetenschappelijk ambtenaar Oudgrieks aan de Vrije Universiteit. In 1964 promoveerde hij op een proefschrift over het geschrift Over stijl, dat is overgeleverd op naam van Demetrius van Phaleron. In 1966 verbleef hij als 'fellow' aan het Center for Hellenic Studies in Washington D.C.. In 1971 volgde hij Gerrit Jacob de Vries op als gewoon hoogleraar Griekse taal- en letterkunde aan de Vrije Universiteit. Deze functie bleef hij vervullen tot zijn emeritaat in 1995. In het acedemiejaar 1978-1979 was hij tevens rector magnificus.
Schenkeveld was getrouwd met prof. dr. M.A. Schenkeveld-van der Dussen (1937), die hoogleraar Nederlandse letterkunde was aan de Universiteit Utrecht en met wie hij een zoon en een dochter kreeg. Ook zijn oudere zuster prof. dr. Margaretha Schenkeveld (1928) was hoogleraar Nederlandse letterkunde, aan de Vrije Universiteit, waar zij dus de collega van haar broer was.
Naast zijn wetenschappelijke werk vervulde Schenkeveld ook maatschappelijke functies. Hij was voorzitter van het Prins Bernhard Fonds en secretaris van de Hollandsche Maatschappij der Wetenschappen.
Schenkeveld overleed in maart 2021 op 87-jarige leeftijd.

## Werk
Het onderwerp van Schenkevelds proefschrift, Studies in Demetrius ‘On Style’, geeft zijn voornaamste interesses al aan: de geschiedenis van de retorica en de literaire kritiek in de Oudheid. Over deze onderwerpen schreef hij een groot aantal artikelen. Later ging zijn belangstelling ook uit naar het ontstaan en de ontwikkeling van de antieke grammatica. Op dit gebied publiceerde hij de monografie A rhetorical grammar: C. Iulius Romanus, Introduction to the Liber de Adverbio as incorporated in Charisius' Ars grammatica II, 13 (Leiden 2004).
Toen hij vijfentwintig jaar aan de Vrije Universiteit was verbonden, maakten de zes promovendi die hij heeft begeleid de bundel Ophelos. Zes studies voor D.M. Schenkeveld (Amsterdam 1988). Bij zijn zestigste verjaardag verscheen de bundel Greek Literary Theory after Aristotle. A Collection of Papers in Honour of D.M. Schenkeveld (Amsterdam 1995) met een groot aantal bijdragen van Nederlandse en buitenlandse vakgenoten. Hierin staat ook een lijst met ‘Publications by D.M. Schenkeveld’ (blz. XI-XVIII).
Na zijn emeritaat publiceerde Schenkeveld een Nederlandse vertaling van het boek waarover hij zijn proefschrift had geschreven: Demetrius, De juiste woorden (Groningen: Historische Uitgeverij, 2000).